# Kaakklachten

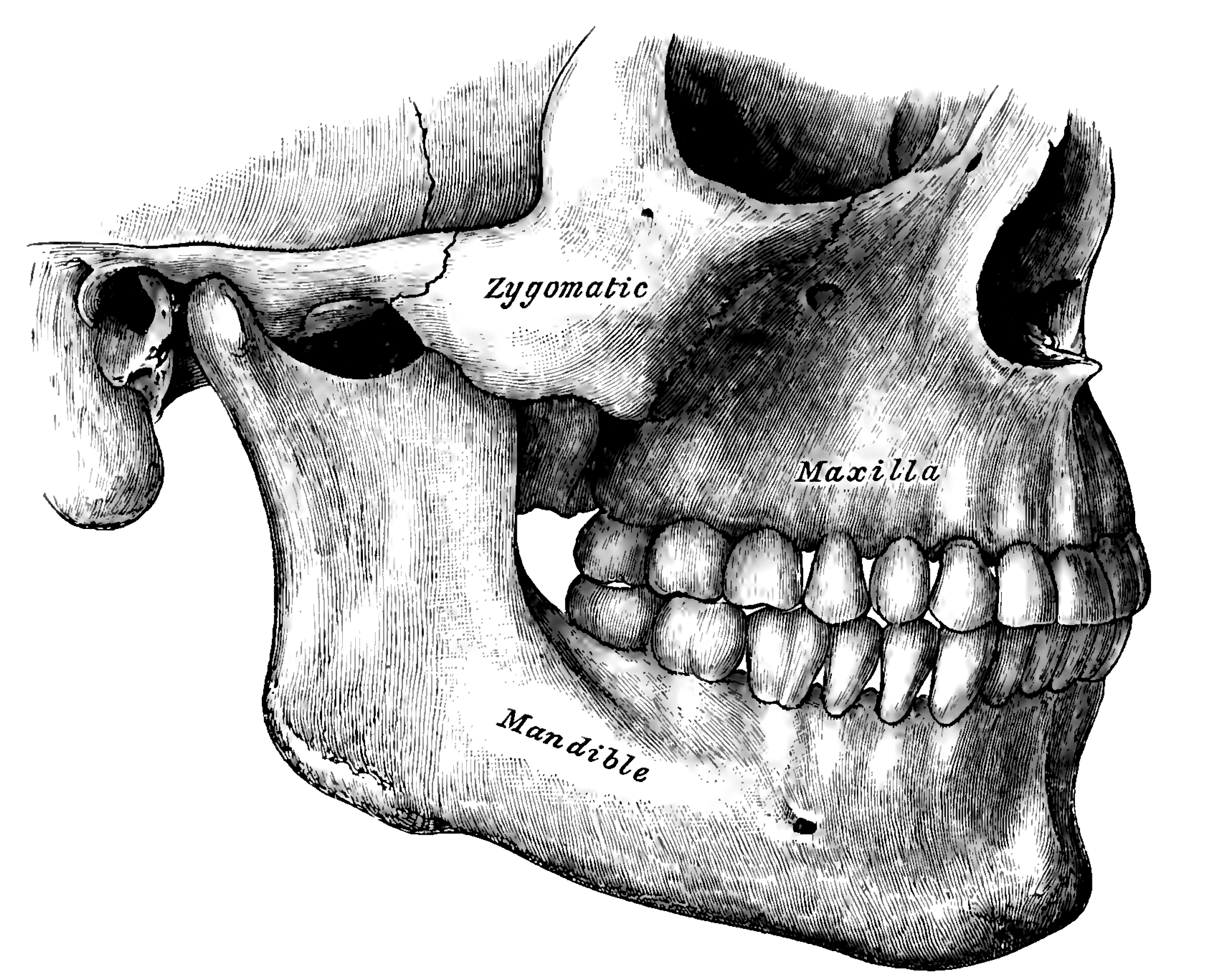
Kaakbeenderen

Kaakklachten zijn klachten die te maken hebben met het niet goed functioneren van de kaken, met name de kauwspieren en het kaakgewricht. Pijnklachten betreffen meestal de kauwspieren, ook wel myogene kaakpijn genoemd, maar de pijn kan zich ook voordoen in het kaakgewricht en wordt dan door de tandarts geduid als artrogene temporomandibulaire pijn. Stoornissen in het kaakgewricht uiten zich als kaakgewrichtsgeluiden of problemen met het bewegen van de onderkaak. Kaakgewrichtsgeluiden kunnen veroorzaakt worden door een anterior of posterior verplaatste discus articularis (ADD of PDD) of door hypermobiliteit van het kaakkopje. Kaakklachten worden door medici vaak aangeduid met de term temporomandibulaire disfunctie (afgekort tot TMD) of de synonieme term craniomandibulaire disfunctie (afgekort tot CMD). Kaakklachten kunnen het dagelijkse functioneren danig beïnvloeden. In welke mate dat het geval is, is afhankelijk van veel factoren en vooral individueel bepaald.

## Oorzaken
Volgens de huidige inzichten bestaat er niet een enkele oorzaak voor het ontstaan en instand blijven van kaakklachten maar is er vaak sprake van een combinatie van meerdere factoren. Bij sommige patiënten kunnen traumata of verkeerde mondgewoontes (bijvoorbeeld klemmen van de kaken of tandenknarsen) voor overbelasting zorgen van het gewricht of de kauwspieren. Ook een voorkeurshouding bij het slapen, steeds op dezelfde zij, kan een oorzaak zijn. Daarnaast kunnen psychologische stress en persoonskenmerken een belangrijke rol spelen.
De belangrijkste oorzaken zijn:
- myogeen: Er wordt gekeken of er musculaire componenten zijn bij het ontstaan of onderhouden van de klachten;
- articulair: In het gewricht zelf kunnen zich problemen voordoen. Zoals artose, discusdislocatie met of zonder klik;
- neurologisch: Er lopen verschillende zenuwstructuren in de kaakregio die op hun beurt klachten kunnen geven: N. Trigeminus, N. Facialis met zijn 3 takken enz. Verder heeft het limbische systeem ook invloed op de pijnsensatie in de hals- en kaakregio;
- psychologisch: Stress en spanning kunnen TMD of kaakklachten enorm beïnvloeden. Ze hebben invloed op de gewaarwording van pijn en kunnen dus nociceptie beïnvloeden.

## Behandeling
De behandelingsmogelijkheden die de tandarts een patiënt met kaakklachten kan bieden, bestaan uit counseling, eenvoudige medicamenteuze therapie, opbeetplaattherapie en fysiotherapeutische handelingen. De tandarts zal inschatten in hoeverre deze behandelingsmogelijkheden voldoende zullen zijn om de klachten te verhelpen. De keuze om te behandelen wordt vooral bepaald door het al dan niet aanwezig zijn van een pijnklacht. Pijnvrije kaakgewrichtsgeluiden die als hinderlijk worden ervaren kunnen in principe na enige counseling verder onbehandeld blijven. Knappende kaakgewrichtsgeluiden, hypermobiele kaakgewrichten waarbij de mond open blijft staan en temporomandibulaire pijnen die in rust of tijdens functie aanwezig zijn, vormen de belangrijkste uitgangspunten voor behandeling. Het toepassen van onherroepelijke behandelingen, zoals chirurgische of orthodontische behandelingen of occlusaal inslijpen, wordt sterk ontraden. Terwijl voor de effectiviteit van deze behandelingen geen wetenschappelijk bewijs bestaat, wordt hiermee onherstelbare schade aan de diverse weefsels toegebracht. Een behandelaar zal zich ook hoeden voor behandelingen die op een later tijdstip permanente veranderingen in de occlusie teweeg kunnen brengen. Als voorbeeld kan worden genoemd de zogenaamde 'nociceptive trigeminal inhibition'-splint (NTI-splint). Bij het geregeld dragen van dit plaatje dat van hoektand tot hoektand loopt, kunnen voortanden het kaakbot worden ingedrukt terwijl de kiezen kunnen uitgroeien.
In bepaalde gevallen wordt door de tandarts voor aanvullende diagnostiek of behandeling naar een andere discipline of specialist verwezen. Dit kan een tandarts-kinesioloog of tandarts-gnatholoog zijn, een kaakchirurg, orofaciaal fysiotherapeut of een psycholoog. Het hangt van de oorzaak van de klacht af welke discipline het meest aangewezen is.
Tandheelkundige disciplines die zich met kaakklachten bezighouden zijn orale kinesiologie en de gnathologie.